# Ludovik Ramón
Ludovik Ramón (Luj Ramón; katalonski Lluís Ramon, šp. Luis Ramón de Aragón; Córdoba, 24. kolovoza 1558. – Madrid, 1. listopada 1596.) bio je španjolski plemić, grof Pradesa.

## Životopis
Ludovik je rođen kao Lluís Ramon Folc d'Aragó-Cardona-Córdoba i Fernández de Córdoba 24. kolovoza 1558. u Córdobi te je tamo i kršten u crkvi svetog Nikole.
Njegov je otac bio markiz Comaresa, Don Diego Fernández de Córdoba y Zúñiga, a majka mu je bila Doña Ivana II. od Empúriesa, vojvotkinja Cardone i Segorbea, kći Doñe Ivane od Cardone i Don Alfonsa Aragonskog i Portugalskog.
Supruga Don Ludovika bila je Ana Enríquez de Cabrera y Mendoza; vjenčani su 1578. godine. Bili su roditelji Ivane, Ane, Henrika, Diega i Ludovika (1591. – 1627.).
Ludovik je umro prije svojih roditelja te je njegov nasljednik bio njegov sin, Don Henrik.